# Frederick West
Frederick Donell West (ur. 1 lutego 1966 w Houston) – amerykański koszykarz, grający na pozycji wysokiego skrzydłowego

## Kariera
- 1986–1987 Uniwersytet w Texasie (NCAA)

29 meczów: 13,7 pkt., 9,9 zbiórek i 1,4 asysty na mecz,
- 1987–1988 Uniwersytet w Texasie (NCAA)

29 meczów: 19,9 pkt., 11,1 zbiórek i 0,8 asysty na mecz,
- 1988–1989 Uniwersytet w Texasie (NCAA)

30 meczów: 18,4 pkt., 9,2 zbiórek i 1,8 asysty na mecz,
- 1989–1990 Uniwersytet w Texasie (NCAA)

30 meczów: 18 pkt., 8,4 zbiórek i 1,4 asysty na mecz,
- 1994 Śląsk Wrocław
- 1994 Hans Verkens Kuekens (Puchar Europy)

2 mecze: 12 pkt, 5,5 zbiórek i 1,5 asysty na mecz,
- 1995 Cañada Gomez Sport Club Santa Fe

3 mecze: 7 pkt., 7 zbiórek i 0,3 asysty na mecz.